# فانجيليس كارامبولاس
فانجيليس كارامبولاس (باليونانية: Βαγγέλης Καράμπουλας)‏ مواليد 18 نوفمبر 1981، هو لاعب كرة سلة يوناني. بدأ مسيرته الاحترافية في سنة 1999. يحمل الرقم 7. يبلغ طوله 6 قدم 6.75 بوصة (2.0 م).

## المسيرة الاحترافية
لعب مع نادي سبورتينغ لكرة السلة من سنة 1999 إلى 2005، ثم لعب مع نادي ماكدونيكوس لكرة السلة في موسم 2005–2006، ثم لعب مع نادي إراكليس سالونيك لكرة السلة في موسم 2008–2009، ثم لعب مع نادي إكاروس كاليثيا لكرة السلة من سنة 2009 إلى 2012، ثم لعب مع نادي إيه إي كي لكرة السلة في موسم 2013–2014.

## روابط خارجية
- فانجيليس كارامبولاس على موقع الدوري الأوروبي لكرة السلة (الإنجليزية)
- فانجيليس كارامبولاس على موقع كرة السلة الأوروبية.كوم (الإنجليزية)
- فانجيليس كارامبولاس على موقع DraftExpress.com (الإنجليزية)
- فانجيليس كارامبولاس على موقع ريلجم (الإنجليزية)
- فانجيليس كارامبولاس على موقع بروبوليرز (الإنجليزية)
- فانجيليس كارامبولاس على موقع سبورتس رفرنس (الإنجليزية)